# Tekken 8
Tekken 8 (鉄拳8) é um jogo eletrônico de luta desenvolvido pela Bandai Namco Studios e Arika. Bandai Namco Entertainment publicou o jogo para PlayStation 5, Windows e Xbox Series X/S em 26 de janeiro de 2024. É a oitava entrada principal (e décima, no geral) da série Tekken. O modo história do jogo, intitulado The Dark Awakens, se passa seis meses após os acontecimentos de seu antecessor e se concentra no confronto final entre os personagens principais, pai e filho Kazuya Mishima e Jin Kazama, com este último desejando matar o primeiro para acabar com o caos dentro de sua linhagem familiar. A história do jogo apresenta 32 personagens antigos e novos, cada um com sua própria narrativa que contribui para a história geral.
O desenvolvimento de Tekken 8 foi apresentado pela primeira vez em agosto de 2022 na Evo 2022, com uma apresentação oficial feita no mês seguinte no evento State of Play da Sony. Focando em tons mais agressivos, Tekken 8 foi desenvolvido usando a Unreal Engine 5 e apresenta elementos e sistemas de combate atualizados de seu antecessor. Tekken 8 também apresenta novas mecânicas, como os sistemas “Heat” e golpes “Tornado”, bem como novos modelos de personagens e dublagem. Arcade Quest foi outra adição ao modo online, que inclui torneios, recursos de arcade, avatares personalizáveis e moeda especializada apresentada em todo o jogo.
Os testes iniciais começaram em julho e outubro de 2023 para garantir a estabilidade geral antes de seu lançamento oficial, com uma demo adicional disponível no Playstation e Xbox Series em dezembro daquele ano. O primeiro passe de temporada do jogo, que incluiu conteúdo para download e novos personagens, foi disponibilizado durante o período de pré-encomenda do jogo. Após seu lançamento, Tekken 8 foi aclamado pela crítica, com muitos críticos elogiando a progressão geral do jogo na série, bem como sua jogabilidade agressiva.

## Jogabilidade
De acordo com o diretor Katsuhiro Harada, a jogabilidade de Tekken 8 é focada na "agressividade" e contará com um novo sistema medidor, denominado "Heat", além de retornar recursos de jogabilidade de Tekken 7, como ataques baseados no sistema "Rage", com o Rage Drive tendo sido separado e retrabalhado como um movimento baseado no sistema "Heat", conhecido como Heat Smash, deixando o Rage State que só pode ter acesso para usar Rage Art uma vez, como antes da versão Fated Retribution de Tekken 7. A jogabilidade irá recompensar a agressividade ao invés daqueles que "se enrolam". Similar ao estado Soul Charge de Soulcalibur VI, o estado Heat concede não apenas dano residual, mas também altera as propriedades dos conjuntos de movimentos de alguns personagens, como uma quebra de guarda pesada. Os lutadores também podem cancelar seus movimentos designados para o estado Heat, semelhante ao modo MAX da série The King of Fighters. O cronômetro do estado Heat pode ser interrompido se os movimentos dos lutadores estiverem sendo usados.
Também haverá um foco na destruição do ambiente, nas reações dos personagens a eles e em tornar a jogabilidade agradável de assistir e jogar, já que Tekken agora é considerado um jogo de e-sports de alto nível. Este novo sistema baseava-se na recepção do antecessor. A propriedade de dano de Tekken 7 originalmente retornaria neste jogo, mas foi substituída por um novo sistema extensor de combinação de malabarismo que coloca o oponente em um estado semelhante ao solo ao cair rapidamente no chão—semelhante ao Tekken 6—se o extensor de combo é um lançador ou um knockback. Ao se proteger contra um ataque pesado de um estado normal, ou personagens do estado Heat, os lutadores receberão um dano de chip que faz com que sua barra de saúde se torne regenerável. No entanto, ao contrário do sistema de regeneração da barra de saúde dos jogos Tekken Tag Tournament, a saúde recuperável dos lutadores só pode ser recuperada atacando o oponente.
Em vez de reciclar o conteúdo, todos os modelos de personagens são completamente novos e devem ter uma melhoria em relação aos jogos anteriores. Além disso, as vozes dos personagens serão baseadas apenas nos dubladores atuais, em vez de reutilizar qualquer um dos jogos anteriores. Em contraste com o Tekken 7, que é alimentado pela Unreal Engine 4, Tekken 8 será alimentado pela Unreal Engine 5, tornando-se o primeiro grande jogo de luta a utilizar este último motor de jogo.
Tekken 8 também apresenta jogabilidade multiplataforma, permitindo que jogadores de PlayStation 5, Windows e Xbox Series X/S joguem uns contra os outros pela primeira vez na história da franquia. O crossplay pode ser ativado ou desativado dependendo da preferência do jogador. O modo Tekken Force baseado em campanha de cenário de Tekken 6 é exclusivo apenas ao capítulo 10 da história principal. Este modo possui recursos exclusivos de Heat e Rage, os quais os sistemas de cenário de combate frente a frente originais não tinham, como Rage Burst, e um medidor de Heat que pode se regenerar automaticamente e se tornar reutilizável na barra cheia.

## História
Seis meses após a morte de Heihachi Mishima, Jin Kazama, ao lado de Lars Alexandersson e Lee Chaolan do Exército Rebelde Yggdrasil, embosca seu pai Kazuya Mishima em Manhattan, Nova York. No entanto, enquanto Jin é forçado a assistir Kazuya matar milhões na cidade, fazendo com que ele seja assombrado por uma visão de Ogre matando sua mãe Jun Kazama, ele perde o controle de seu demônio e é derrotado, fazendo com que a operação fracasse. Em meio ao caos, Kazuya, agora revelando abertamente sua forma demoníaca ao público, anuncia um novo Torneio King of Iron Fist, onde representantes de várias nações lutam entre si. A nação vencedora será recompensada, enquanto as nações perdedoras enfrentarão a destruição.
Uma semana depois, durante as eliminatórias do Torneio King of Iron Fist, Jin, se recuperando de seus ferimentos, treina com Lars, enquanto Lee analisa seu sparring, por instinto da condição atual de Jin após sua recente luta contra Kazuya. Como Lars e Lee temiam, Jin descobre que não pode mais ativar seus poderes demoníacos à vontade. Após uma breve conversa com Alisa Bosconovitch, Jin decide se juntar às eliminatórias no Japão, enquanto Alisa, que originalmente iria participar do torneio, é convocada para ficar de olho em uma possível armação da G Corporation. No torneio, Jin conhece Reina, uma estudante da Escola Politécnica Mishima, cujas proezas de combate se assemelham a Heihachi, seu avô. Jin consegue garantir uma vaga no torneio principal, derrotando Reina e seu antigo rival Hwoarang, ocasionalmente mostrando explosões de seus poderes demoníacos em combate. Após a batalha, Reina pede para se juntar a Jin em sua luta contra Kazuya. Sem o conhecimento de todos, no entanto, Reina é filha ilegítima de Heihachi e pretende descobrir como Jin e Kazuya ativam seus poderes demoníacos para si mesma.
Em Roma, Claudio Serafino, Zafina e Ling Xiaoyu assistem ao torneio. Zafina, tendo a criatura demoníaca Azazel selada em seu braço esquerdo, avisa Cláudio que Kazuya deve ser detido e que eles precisam procurar Jin para ajudá-lo a restaurar seu poder total. Enquanto isso, Leo Kliesen e seu pai Niklas chegam à base Yggdrasil, onde este revela sua pesquisa sobre Azazel e o Devil Gene. Ele revela que Azazel concedeu o gene ao homem antigo, criando demônios para atuarem como seus servos, e para acessar seu poder é preciso ter um forte desejo. O clã Hachijo, de quem Jin e Kazuya descendem através da falecida esposa de Heihachi, Kazumi, é um dos clãs descendentes dos servos.
No torneio principal em Roma, Lars se encontra com o líder das Forças Independentes das Nações Unidas e fundador da Raven Unit, Victor Chevalier, que concorda em apoiar Yggdrasil na captura de Kazuya, enquanto de forma independente, Claudio, Zafina e Xiaoyu se infiltram no torneio. Jin derrota Leroy Smith, o representante do torneio na Costa Leste Americana, que então ensina Jin a deixar de lado seus medos e seguir seu coração, ao mesmo tempo que é grato por seu heroísmo contra o ataque de Kazuya em Manhattan. Enquanto Yggdrasil, ONU e a equipe de Claudio iniciam seus ataques, Jin e seus aliados chegam tarde demais para perceber que o torneio foi organizado por Kazuya para atrair Zafina para sua emboscada. Quebrando o selo no braço de Zafina, Kazuya ressuscita Azazel e o derrota, absorvendo seu poder para se tornar um Demônio Verdadeiro. Na tentativa de ganhar tempo para Jin e seus aliados escaparem, Claudio usa seus poderes e consegue ferir Kazuya, aparentemente ao custo de sua vida. Ainda lutando com os poderes de Azazel, Kazuya recua.
Acreditando que existe uma maneira de recuperar o controle de seus poderes Devil, Jin embarca em uma jornada para o Santuário Kazama, nas profundezas das florestas de Yakushima, onde Jun provavelmente morreu nas mãos de Ogre. Kazuya move suas forças restantes para Yakushima, com a intenção de desacelerar Jin e destruir o exército rebelde. Uma coalizão de Yggdrasil, a ONU e vários combatentes do torneio, incluindo Leroy e Reina, lutam contra a G Force de Kazuya, lideradas por Nina Williams e vários outros combatentes do torneio sob seu pagamento, enquanto Xiaoyu sozinha protege Jin de um grupo de Jack-7 enquanto ele cai em sono profundo. Kazuya então aparece, destruindo ambos os lados. Lars recua para a floresta para proteger Jin de Kazuya, enquanto Reina, acreditando que a quase morte despertaria algum tipo de poder para ela, deixa-se aparentemente morrer na explosão.
Profundamente em seu subconsciente, Jin encontra seu eu demoníaco, que então zomba das falhas e crimes anteriores de Jin. Depois de uma longa luta contra si mesmo, Jin finalmente aceita seu lado demoníaco e recupera o controle total de seus poderes, bem a tempo de salvar Lars do ataque de Kazuya. Kazuya planeja destruir a ilha, mas Jin interrompe a explosão. Depois de ter visões de Jun encorajando-o, Jin desperta sua forma de anjo e ataca Kazuya. Kazuya e Jin lutam até o espaço e a explosão resultante de ambos os lados expurga o Devil Gene um do outro. Desembarcando de volta à Terra, Jin e Kazuya se envolvem em uma batalha final entre pai e filho, com Jin saindo vitorioso e poupando seu pai. Finalmente livre da maldição do Devil Gene, ele agradece a sua mãe e parte com Xiaoyu. Um Kazuya inconsciente é mais tarde abordado por Jun, aparentemente viva.
Durante os créditos, enquanto o mundo celebra sua liberdade da tirania da G Corporation, alguns dos combatentes do torneio, incluindo aqueles anteriormente afiliados a Kazuya durante a luta de Yakushima, são mostrados abrindo cozinhas em Manhattan para ajudar a restaurar a cidade, Leo e Niklas continuam suas expedições a lugares desconhecidos, a Yggdrasil e a ONU comemoram seus sucessos, e Zafina e Claudio são mostrados vivos, no momento em que a foto foi tirada, indicando que ambos estejam vivos. Em uma cena no meio aos créditos, Reina é mostrada tendo sobrevivido ao ataque de Kazuya. Jurando vingança por seu pai, Heihachi, ela desperta em sua forma demoníaca, revelando que possui o Devil Gene.

## Personagens
Há um total de 32 personagens jogáveis (incluindo uma troca de paleta e uma transformação exclusiva do estado Heat) presentes na lista base. A primeira temporada de passe de DLC contará com quatro personagens adicionais. Além disso, o jogo tem dois chefes não jogáveis, Azazel e Devil Kazuya em sua verdadeira forma, bem como um personagem jogável apenas em eventos e um dos oponentes finais no Modo Arcade.

### Novos personagens
- Angel Jin a b: A transformação angelical de Jin Kazama e uma forma purificada de sua contraparte demoníaca, imbuída dos poderes de purificação de Kazama. Ele pode ser jogado apenas no modo história e é um dos oponentes finais no Modo Arcade.
- Azucena Milagros Ortiz Castillo: Uma destemida e feliz lutadora de artes marciais mistas peruana e filha do dono de uma empresa de café.
- Clive Rosfield: O protagonista de Final Fantasy XVI da Square Enix. Ele é o filho primogênito do arquiduque Elwin Rosfield de Rosaria, e o hospedeiro dominante de um Eikon chamado Ifrit. Na batalha, ele é acompanhado por seu lobo de estimação, Torgal, e toma emprestados outros poderes de Eikon, como Phoenix, de seu irmão mais novo, Joshua.
- Jack-8: A última e atualizada versão do modelo Jack, com voz e visual novos.
- Reina: Um adolescente japonês vestida de roxo que estuda na Mishima Polytechnic. Ela tem conexões misteriosas com o clã Mishima e pratica Karatê Estilo Mishima, além de Taidō.
- Victor Chevalier: Um lendário veterano de guerra e superespião das Nações Unidas de uma linhagem de cavaleiros reais franceses, e o grande mestre fundador da Raven Unit com o codinome "Phantom Raven", mas ele opta por não usá-lo. Ele é um lutador corpo a corpo que empunha faca e karambit para seu combate padrão, e uma tecnologia que lhe concede uma habilidade de teletransporte e aprimora sua pistola armada, granadas e katana embainhada.

### Personagens retornantes
- Alisa Bosconovitch
- Anna Williams c
- Armor King c
- Asuka Kazama
- Azazel b
- Bryan Fury
- Claudio Serafino
- Devil Jin
- Eddy Gordo c
- Fahkumram c
- Feng Wei
- Heihachi Mishima c
- Hwoarang
- Jack-7 d
- Jin Kazama
- Jun Kazama
- Kazuya Mishima / Devil Kazuya e
- King II
- Kuma II
- Lars Alexandersson
- Lee Chaolan
- Leo Kliesen
- Leroy Smith
- Lidia Sobieska c
- Lili De Rochefort
- Ling Xiaoyu
- Marshall Law
- Nina Williams
- Panda
- Paul Phoenix
- Raven
- Sergei Dragunov
- Shaheen
- Steve Fox
- Yoshimitsu
- Zafina

↑a  Apenas jogável no modo história.

↑b  Personagem não jogável.

↑c  Personagem de DLC.

↑d  Troca de paleta para Jack-8.

↑e  Transformação do Estado Heat.

## Marketing

### Conteúdo de pré-lançamento
A primeira prévia de Tekken 8 foi divulgado na EVO 2022, onde um torneio ao vivo de Tekken 7 foi realizado; o teaser apresentava um trecho de Kazuya Mishima da primeira entrada da série, em sequência fazendo uma transição para um close-up no visual recente dele. O jogo foi formalmente anunciado em 13 de setembro de 2022, através da transmissão State of Play da PlayStation. A prévia visual que acompanhou o anúnciou mostrou Kazuya e seu filho, Jin Kazama, lutando em um cenário não revelado do jogo. Katsuhiro Harada confirmou que Tekken 8 se concentraria na conclusão do conflito contínuo entre Kazuya e Jin. Em relação ao primeiro conjunto de trailers do jogo, Harada comentou: "Esta não é uma filmagem criada apenas para fins de trailer, mas uma representação em tempo real do que está acontecendo na tela do jogo".
Foi anunciado após as finais da Tekken World Cup 2022 que Arika cuidará do desenvolvimento contínuo do jogo, além do código de rede de reversão, inclusive para o recente patch de Tekken 7. A Bandai Namco Entertainment divulgou seu relatório financeiro em 2022, afirmando que esperavam que o jogo fosse lançado em 2023. No The Game Awards 2022, em dezembro de 2022, a Bandai Namco revelou o primeiro trailer de Tekken 8, que incluía novos estágios, mecanismos e detalhes da história. O trailer incluía Kazuya e Jin, bem como os personagens recorrentes Paul Phoenix, King, Marshall Law, Lars Alexandersson, Jack-8 e Jun Kazama, que apareceu canonicamente pela última vez em Tekken 2 (1995).
Nina Williams foi o primeiro trailer do personagem do jogo, lançado em fevereiro de 2023. Devido à sua inclusão, Nina, junto com Paul, é quem tem mais aparições na série Tekken, tendo aparecido em todas os jogos. O trailer de Kazuya foi lançado no mesmo mês no canal da Bandai Namco no YouTube. Em março de 2023, foram lançados trailers de personagens de Paul, Law, King, Lars, Jack-8 e Jun. Entre abril e maio, foram lançados trailers de Ling Xiaoyu, Leroy Smith, Asuka Kazama, Lili, Hwoarang e Bryan Fury. Em julho de 2023, a Bandai Namco anunciou planos para realizar um teste de rede fechado. Antes de seu lançamento oficial, o teste teve como objetivo avaliar vários aspectos do jogo, como equilíbrio, matchmaking e estabilidade geral. Esse teste de rede fechada foi aberto a um número limitado de jogadores por ordem de chegada.
Entre julho e agosto de 2023, foram lançados três trailers de personagens: Claudio Serafino, Raven, e uma nova personagem, Azucena. Em 23 de agosto, um trailer especial estreou, apresentando a maior parte do conteúdo anunciado anteriormente do jogo, bem como a data de lançamento, informações de pré-encomenda e conteúdo exclusivo relacionado aos recursos do jogo. Entre setembro e dezembro de 2023, o canal da Bandai Namco apresentou os trailers de Feng Wei, Devil Jin, dos novos personagens Victor Chevalier e Reina, Leo, Steve Fox, Dragunov e Yoshimitsu; Yoshimitsu empatou com Nina e Paul com o maior número de entradas na série Tekken. Um segundo teste de rede foi realizado posteriormente em outubro de 2023.
Em 14 de dezembro de 2023, a Bandai Namco lançou uma demo de Tekken 8 para PlayStation 5 e em 21 de dezembro de 2023 disponibilizou-a para Xbox Series X/S e Microsoft Windows. A demo incluía o primeiro capítulo do Modo História e do Arcade Quest, bem como os modos Super Ghost Battle e Versus, e a Galeria. Quatro personagens (Jin Kazama, Kazuya, Paul e Nina) e três cenários (Urban Square (Evening), Yakushima e Sanctum) foram disponibilizados. Yohei Shimbori, que anteriormente trabalhou para a Team Ninja na série Dead or Alive, juntou-se ao projeto como assistente de direção e produtor.
Em janeiro de 2024, dois trailers foram lançados: o do Modo História e um visual que continha conteúdo exclusivo para a versão Ultimate Edition do jogo. Ao longo do mês, foram lançados trailers de personagens de Shaheen, Kuma, Panda, Alisa Bosconovitch, Zafina, Lee Chaolan e Devil Jin. Para concluir o pré-lançamento do jogo, um trailer final de lançamento foi divulgado em 19 de janeiro de 2024.

### Formatos e conteúdo adicional
Tekken 8 foi lançado em 26 de janeiro de 2024 para PlayStation 5, Microsoft Windows e Xbox Series X/S, marcando a oitava entrada principal (e décima, no geral) da série Tekken. Para promover o lançamento do jogo, a Bandai Namco Entertainment distribuiu o jogo em sete formatos diferentes. A edição padrão (digital e física) inclui um avatar de Paul Phoenix, enquanto a Launch Edition inclui embalagem de livro de aço, uma placa de metal com corrente em chamas e adesivos corporativos. A edição deluxe digital inclui um passe de temporada de um ano com acesso ao conteúdo para download de quatro personagens (Eddy Gordo e três ainda não anunciados), ao asso que a Ultimate Edition possui o mesmo contéudo da Launch Edition e da edição deluxe digital, bem como acesso a várias skins de personagens e avatares.
Duas edições de colecionador foram lançadas: uma versão padrão e uma versão premium. Ambos formatos incluem o mesmo conteúdo da Ultimate Edition, bem como o jogo embalado em uma caixa, oito cartas de colecionador brilhantes, dois tokens de arcade, um anel de metal inspirado na estética do personagem Leroy Smith e uma estatueta de Jin Kazama (a versão premium inclui um mecanismo eletrificado que faz com que a estatueta acenda). A Bandai Namco distribuiu um distintivo para pré-encomendas do jogo em toda a Ásia. O conjunto de avatar de Paul Phoenix foi incluído em todas as pré-encomendas dos formatos existentes.
O primeiro passe de temporada foi revelado durante a atividade promocional inicial de Tekken 8 e incluirá quatro personagens para download para compra. Eddy Gordo foi o primeiro personagem revelado em janeiro de 2024; embora sua data de lançamento não tenha sido confirmada, espera-se que ele seja disponibilizado no primeiro trimestre de 2024. Depois disso, cada personagem restante será revelado trimestralmente ao longo de 2024.

### Problema com a acessibilidade para jogadores daltônicos
Defensores de acessibilidade relataram que as opções do Tekken 8 para o público daltônico ou com deficiência podem resultar em problemas de saúde moderados a graves, incluindo vertigens e enxaquecas. Em um artigo da Eurogamer, Harada descartou essas preocupações como um mal-entendido por parte de "muito poucas" pessoas que não estavam familiarizadas com as opções de acessibilidade do jogo ou como elas aparecem no jogo. No entanto, o artigo também destacou a resposta do especialista em acessibilidade Ian Hamilton à aparente tentativa de Harada de minimizar as preocupações: "Eu não 'entendi mal as opções de acessibilidade que estamos tentando, ou apenas vi o vídeo sem realmente experimentá-las na demonstração'. Eu entendo muito bem e experimentei-os no jogo de demonstração. Estou tentando ajudá-lo a evitar prejudicar os jogadores e proporcionar uma boa experiência". As configurações foram atualizadas para a versão de lançamento para evitar possíveis problemas de saúde.

## Trilha sonora
A música tema de Tekken 8, "Mastery", é interpretada por The Last Rockstars. Uma trilha sonora oficial foi pré-lançada digitalmente no mesmo dia do lançamento do jogo e posteriormente lançada fisicamente em quatro CDs em 13 de março de 2024.

## Recepção
Tekken 8 recebeu "aclamação universal" dos críticos para as versões de PC e PS5, ao passo que a versão de Xbox Series X/S recebeu "críticas geralmente favoráveis", de acordo com site agregador de avaliações Metacritic. Várias publicações argumentaram que Tekken 8 foi o melhor jogo da franquia. GamesRadar+ avaliou-o com cinco estrelas, afirmando que "prova que muita profundidade torna um lutador vibrante, justificando sua exclusividade na geração atual para entregar um destruidor de crânios que realmente parece uma evolução ao invés de uma simples atualização". Hardcore Gamer elogiou o jogo como "ousado" e destacou o senso de inovação da Bandai Namco, descrevendo-o como "um dos maiores jogos de luta de todos os tempos". Shacknews comparou o jogo com suas entradas anteriores e concluiu: "Tekken 8 é isso, e parece pronto para carregar essa tocha nos próximos anos". Video Games Chronicle opinou que Tekken 8 está "no mesmo nível de Tekken 3 como um dos pontos altos mais emocionantes da série". PC Gamer prometeu que o jogo combinará perfeitamente momentos nostálgicos em um pacote excepcionalmente acessível e amigável para iniciantes.
Os críticos elogiaram os visuais aprimorados do jogo e a progressão geral em comparação aos jogos anteriores. Eurogamer Germany escreveu: "Parece ótimo após o redesenho gráfico e está repleto de variantes de jogo e opções de treinamento, bem como ideias inteligentes". Apesar de elogiar os gráficos, a GamePro Germany sentiu que faltavam opções ao jogo para "fãs de single-player". Apesar de pequenos "ajustes" na personalização, IGN sentiu que "Tekken 8 consegue se destacar como algo especial". Jeuxvideo.com comparou o jogo favoravelmente a outras entradas no gênero de jogos de luta, dizendo que "seus novos recursos, em termos de jogabilidade, são suficientes para se destacar das obras anteriores e se destacar contra seus concorrentes". A NME elogiou seu visual e cinematografia, escrevendo: "Tekken 8 tem muito a oferecer aos jogadores novos e veteranos. O enredo cinematográfico e exagerado é lindo e termina em uma luta tematicamente brilhante".
Críticas menores foram direcionadas a modos específicos, bem como à inovação geral do jogo. PC Gamer apontou especificamente a falta de modos offline apresentados em jogos anteriores, como Team Battle, Survival e Time Attack. Gamer.nl escreveu que "o novo Tekken não quer reinventar a roda, mas depende inteiramente da jogabilidade sólida pela qual a série é conhecida". 4Players.de descreveu os modos como o único ponto fraco do jogo, ao mesmo tempo que elogiou a "ação de luta de alta qualidade" do jogo. Apesar dos elogios aos "combos chamativos e malabarismos aéreos" do jogo, a Game Informer alegou que "Tekken 8 não atinge as alturas de rivais recentes como Street Fighter 6 e Mortal Kombat 1". GLHF da Sports Illustrated chegou a uma conclusão mista, acreditando que foi "projetado principalmente para apaziguar um público existente, não para cortejar um novo".

### Vendas
Tekken 8 atingiu o topo das tabelas no Reino Unido após seu lançamento inicial, superando o desempenho de Street Fighter 6 (2023), com as vendas sendo o dobro deste último. A Bandai Namco gerou mais de US$ 13 milhões nos primeiros 10 dias do jogo à venda na Steam. Em 21 de fevereiro, Bandai Namco anunciou que o jogo já havia vendido mais de dois milhões de cópias com apenas um mês de lançamento.